# Ann Njogu
Ann Njogu és una activista kenyana. L'any 2010, era la directora del Centre d'Educació i Prevenció de Drets, que entre altres coses documentava la violència sexual i de gènere després de les eleccions generals de Kenya de desembre de 2007. També va ser redactora de la Kenya's Sexual Offences Act, que es va convertir en llei l'any 2016.

## Biografia
A més del seu activisme en violència sexual i de gènere, Njogu va ser la copresidenta del Comitè Multisectorial de la Reforma Constitucional, copresidenta del Fòrum de Diàleg Conjunt en la Reforma Constitucional i delegada en la Conferència Nacional de Reformes Constitucionals. L'any 2007, va ser atacada i detinguda per forces de seguretat de l'estat per reclamar que membres del parlament revisessin els seus sous, molt alts malgrat la pobresa del país. Ella i la resta de persones detingudes van crear un antecedent constitucional conegut com "Ann Njogu i altres contra l'estat", que permet limitar el temps que un ciutadà kenyà pot estar sota custòdia policial: 24 hores. L'any 2008, va ser coordinadora del Civil Society Congress, que treballava per millorar la política després de la violència arran de les eleccions del desembre de 2017.
L'any 2008 va ser colpejada i sexualment agredida per la policia quan la van detenir amb més gent per suggerir que hi havia hagut corrupció en la venda de l'Hotel Grand Regency. Njogu va rebre al 2010 el Premi Internacional Dona Coratge.
L'any 2012, ella i el seu fill van ser acusats d'atacar el seu pare, però l'any 2013 van ser absolts.